# 雷苏兹河畔沙瓦讷
雷蘇茲河畔沙瓦讷（法語：Chavannes-sur-Reyssouze，法語發音：[ʃavan syʁ ʁɛsuz]）是法国东部安省的一个市镇，属于布雷斯地区布尔格区。

## 地理
雷苏兹河畔沙瓦讷（46°25'50"N, 4°59'35"E）面积16.55 平方千米，位于法国奥弗涅-罗讷-阿尔卑斯大区安省，该省份为法国东部省份，北起汝拉省，西北接索恩-卢瓦尔省，西接罗讷省和里昂大都会，南至伊泽尔省，东与萨瓦省、上萨瓦省和瑞士接壤。
与雷苏兹河畔沙瓦讷接壤的市镇（或旧市镇、城区）包括：阿尔比尼、圣贝尼涅、雷苏兹河畔圣艾蒂安、雷苏兹河畔圣让、圣特里维耶-德库尔特、塞尔维尼亚、韦斯库尔。

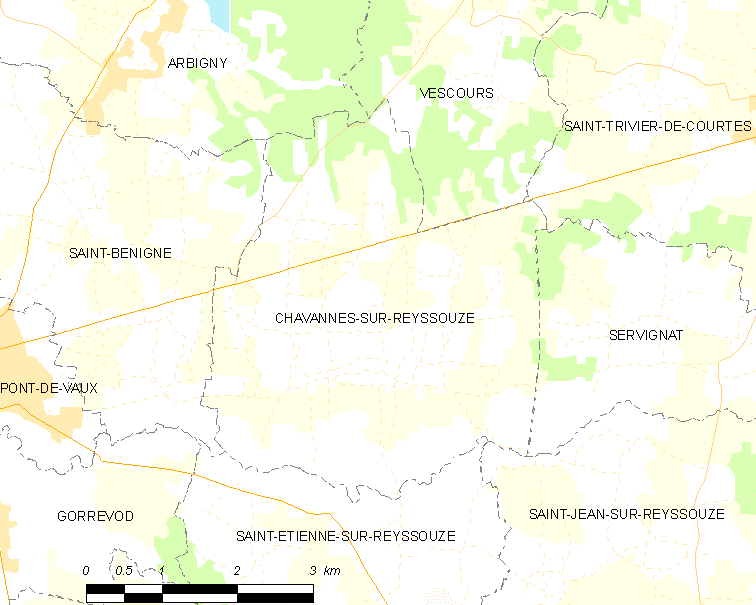
雷苏兹河畔沙瓦讷的OSM定位图

雷苏兹河畔沙瓦讷的时区为UTC+01:00、UTC+02:00（夏令时）。

## 行政
雷苏兹河畔沙瓦讷的邮政编码为01190，INSEE市镇编码为01094。

## 政治
雷苏兹河畔沙瓦讷所属的省级选区为勒普隆日县。

## 人口

1962-2008年间雷苏兹河畔沙瓦讷人口变化图示

雷苏兹河畔沙瓦讷于2022年1月1日时的人口数量为746人。